# Saed Soheili
Sa'ed Soheili (en persa: ساعد سهیلی‎) es un actor de cine y televisión iraní. Nació en Mashhad y vive en Teherán.
Comenzó su carrera artística a los 14 años, y obtuvo su primer personaje como profesional en la película de televisión de Javad Ezzati.

## Biografía
Saed Soheili es hijo de Saeed Soheili, director del cine iraní. Tiene un hermano llamado Sina, y dos hermanas, Sara y Saba, todos ellos activos en el campo del cine, la televisión y el teatro. Es el miembro más famoso de su familia.
Comenzó su trabajo a los 14 años con un papel corto en "Shab-e Brehne", dirigida por su padre. También estuvo detrás de escena en otros trabajos de su padre. Tiene una licenciatura en artes gráficas de la Universidad Islámica Azad.
La actriz francesa Gloria Hardy, quien interpretó el papel de Raha/Azadeh en la serie Kimia, es su esposa.

### Prohibición
Soheili fue prohibido por el gobierno de Dubái tras el lanzamiento de la película Lottery (2018) en el 36.avo Festival de Cine de Fajr.

## Filmografía
| Año  | Título                     | Personaje        |
| ---- | -------------------------- | ---------------- |
| 2018 | Lottery                    | Amir Al          |
| 2018 | The Dark Room              | Farhad           |
| 2018 | Mahoora                    | Amin             |
| 2017 | Guidance Patrol 2          | Hassan           |
| 2016 | 50 Kilo Albalo             | Davood           |
| 2016 | Malaria                    | Morteza          |
| 2016 | Bridge of Sleep            | Shahab           |
| 2014 | Crazy Rook                 | Masoud           |
| 2014 | Kalashnikov                | Adel             |
| 2014 | A Few Cubic Meters of Love | Saber            |
| 2014 | Metropole                  | Khosro           |
| 2013 | Paat                       | Adicto           |
| 2013 | Bardou                     | Hamid            |
| 2012 | Guidance Patrol            | Hassan           |
| 2010 | A Fair Betrayal            | Hermano de Sahar |
| 2001 | Shab-e Brehne              | Poryia (niño)    |

| Años | Título                  | Papel          |
| ---- | ----------------------- | -------------- |
| 2019 | Blue Whale              | Armin Mashreqi |
| 2011 | Between Staying & Going | Majid          |
| 2011 | A Cage for Flying       | Ghasem         |

## Premios
| Año  | Premios                           | Categoría                   | Trabajo nominado           |
| ---- | --------------------------------- | --------------------------- | -------------------------- |
| 2019 | Hanoi Film Festival               | Mejor actor                 | The Dark Room              |
| 2019 | 18th World Art Awards             | Mejor actor                 | Lottery                    |
| 2014 | Rabat International Film Festival | Mejor actor                 | A Few Cubic Meters of Love |
| 2014 | Cinema House Celebration          | Mejor actor                 | A Few Cubic Meters of Love |
| 2011 | Kish International Film Festival  | Mejor actor (sección vídeo) | Between Staying & Going    |